# Papa Eleutério
O Papa Santo Eleutério (em latim: Eleutherus; em grego:  Ελευθέριος, Eléutheros) foi o décimo terceiro papa da Igreja Católica, entre 174 e 189. Pensa-se que tenha origem albanesa e sucedeu a São Sotero. Seu nome, em grego, significa Livre ou Libertador. Seu dia é comemorado em 30 de Maio.
O seu pontificado foi inicialmente pacífico, pois o imperador Cómodo, embora odiado pela aristocracia romana, não perseguiu os cristãos. Segundo a tradição, recebeu cartas de Lúcio, rei de uma parte da Bretanha, pedindo o envio de missionários para o instruir na fé Católica. Atendeu ao pedido iniciando assim a obra de evangelização, enviando os padres São Damião e São Fugácio para baptizarem o rei Lúcio, sua rainha e grande parte da população. Esta história merece o cepticismo dos historiadores por não ser suportada por relatos concretos.
Eleutério resolveu a questão de origem judaica, sobre a distinção entre alimentos puros e impuros, libertando os cristãos de restrições alimentares.
O seu pontificado foi marcado pela luta contra a doutrina montanista, considerada excessiva, e pelo estabelecimento do costume de considerar o papa como Sucessor de Pedro.
Eleutério estabeleceu ainda as primeiras normas para a celebração da Páscoa.